# Groupe de la Banque mondiale

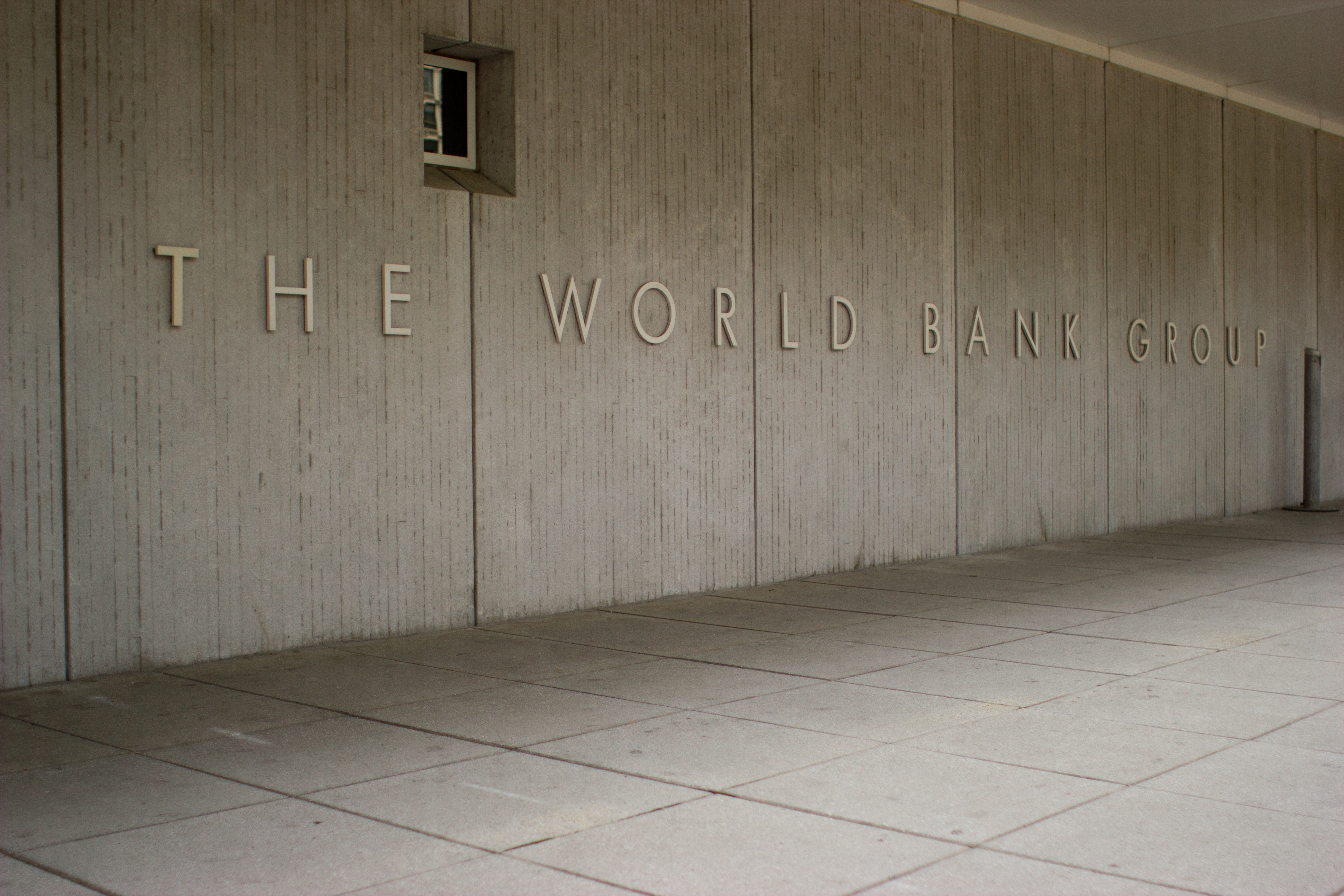
Entrée du siège du groupe à Washington

Le Groupe de la Banque mondiale (GBM ou WBG en anglais) est un regroupement de cinq organisations internationales réalisant des prêts à effet de levier pour les pays en développement. Le groupe fondé le 4 juillet 1944, est basé à Washington. Il a fourni environ 61 milliards de dollars en prêts pour les pays en développement pour l'année 2014. Ce groupe est lié à l'Organisation des Nations unies (ONU).
Les cinq organisations unies dans ce groupe sont : 
- la Banque internationale pour la reconstruction et le développement (BIRD)
- l'Association internationale de développement (IDA)
- la Société financière internationale (IFC)
- l'Agence multilatérale de garantie des investissements (MIGA)
- le Centre international pour le règlement des différends relatifs aux investissements (CIRDI).

La Banque mondiale est un sous-ensemble du GBM réunissant la Banque internationale pour la reconstruction et le développement et l'Association internationale de développement.